# Cuarteto de cuerda n.º 3 (Dvořák)

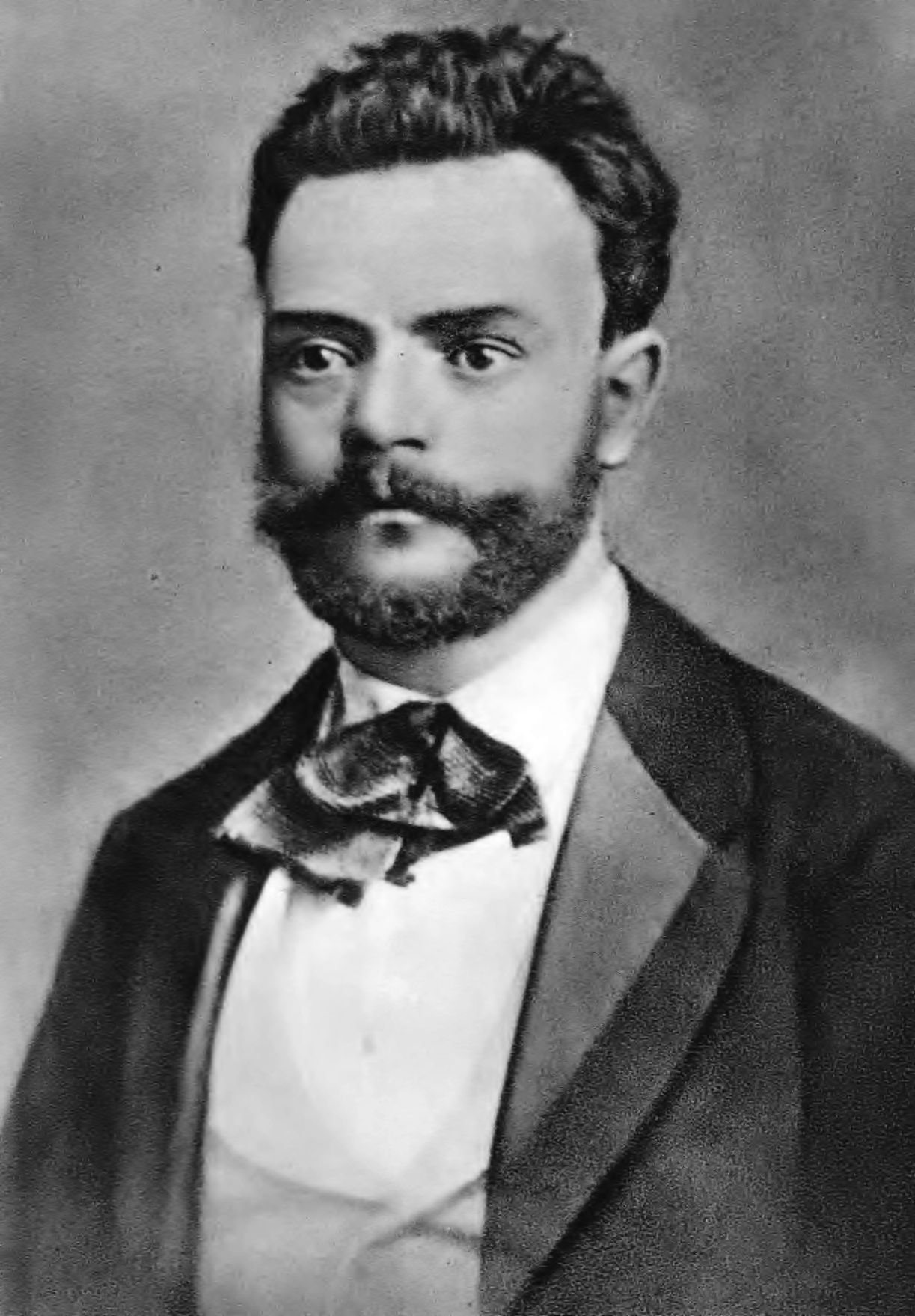
Antonín Dvořák, compositor de la obra, en 1870.

El Cuarteto de cuerda n.° 3 en re mayor, B.18, es un cuarteto de cuerda de Antonín Dvořák. Con más de una hora de duración, es la más larga de sus composiciones para este medio. Lo escribió al principio de su carrera, probablemente en algún momento de los años 1869 y 1870. Además de su extensión, su estilo ha sido descrito en algunas partes como wagneriano.

## Historia
El Cuarteto de cuerda n.° 3 fue uno de los tres (junto con el 2 y 4) que Dvořák creía haber destruido después de deshacerse de las partituras, ya que habían sido escritas al principio de su carrera como compositor. No se puede determinar la fecha exacta de este, pero los tres se compusieron durante los años 1868 a 1870, con la finalización del n.º 34 en diciembre de 1870. En una etapa posterior, las partes separadas para los intérpretes individuales fueron redescubiertas y estos cuartetos rescatados para la posteridad. Este cuarteto parece no haber sido publicado comercialmente, pero aparece en Souborné vydání díla (edición crítica completa), volumen 5, fechado en 1964.
Recibió su primera actuación por el Dvorak Quartet, en el Rudolfinum de Praga, el 12 de enero de 1969.

## Estructura y partitura
La pieza consta de cuatro movimientos:
1. Allegro con brio
2. Andantino
3. Allegro energico - Trio
4. Final: Allegretto

Las actuaciones típicas duran entre 65 y 70 minutos.